# Еърбъс A330
Еърбъс А330 (на английски: Airbus A330) е двумоторен, широкофюзелажен самолет за дълги разстояния, произвеждан от Еърбъс. Разчетен е за полети от 5600 до 13,430 км (3020 до 7250 nm) и може да побере до 335 пасажера в 2 класи или да побере 70 тона карго. Еквивалента му и негов основен конкурент е Боинг 767, както и Боинг 777. Съществуват два пътнически варианта A330-200, А330-300 и един товарен А330-200F. От началото на производството му през 1993 г. до януари 2015 г. са произведени 1159 самолета от този тип. Самолетите се произвеждат с двигатели Pratt & Whitney, General Electric и Ролс-Ройс.
Еърбъс А330 е замислян паралелно с по-големия А340, с когото имат много сходства, но се различават по броя двигатели. И двата самолета се управляват посредством електро-дистанционна система за управление (fly-by-wire), за първи път въведена от компанията на по-малкия Еърбъс А320, както и кокпита с 6 мултифункционални екрана. След големият успех на А320, Еърбъс пуска проектът за А330 и А340 през юни 1987 г. А330 е първият пътнически самолет възможност за избор на 3 различни вида двигатели.
Първият произведен А330 е полетял за първи път през ноември 1992 г. и е влязъл в експлоатация чрез френската авиокомпания Еър Интер през 1994 г. За да контрира ниските продажби, Еърбъс пуска и по-късата версия на самолета, А330-200 през 1998 г.

## Технически характеристики
| Характеристики                 | A330-200                                                                | A330-200F                                       | A330-300                                                                |
| ------------------------------ | ----------------------------------------------------------------------- | ----------------------------------------------- | ----------------------------------------------------------------------- |
| Пилоти                         | двама                                                                   | двама                                           | двама                                                                   |
| Максимален брой пасажери       | 253 (3 класи) 293 (2 класи)                                             | 12 зони                                         | 295 (3 класи) 335 (2 класи)                                             |
| Дължина                        | 58.82 m                                                                 | 58.82 m                                         | 63.69 m                                                                 |
| Размах на крилете              | 60.3 m                                                                  | 60.3 m                                          | 60.3 m                                                                  |
| Площ на крилете                | 361.6 m2                                                                | 361.6 m2                                        | 361.6 m2                                                                |
| Aspect Ratio                   | 10.06                                                                   | 10.06                                           | 10.06                                                                   |
| Стреловидност на крилете       | 30°                                                                     | 30°                                             | 30°                                                                     |
| Височина                       | 17.39 m                                                                 | 16.90 m                                         | 16.83 m                                                                 |
| Ширина на кабината             | 5.28 m                                                                  | 5.28 m                                          | 5.28 m                                                                  |
| Ширина на фюзелажа             | 5.64 m                                                                  | 5.64 m                                          | 5.64 m                                                                  |
| Максимално тегло за излитане   | 242,000 kg                                                              | 233,000 kg                                      | 242,000 kg                                                              |
| Максимално тегло за кацане     | 182,000 kg                                                              | 187,000 kg                                      | 187,000 kg                                                              |
| Крайсерска скорост             | Mach 0.82                                                               | Mach 0.82                                       | Mach 0.82                                                               |
| Максимална скорост             | Mach 0.86                                                               | Mach 0.86                                       | Mach 0.86                                                               |
| Обхват                         | 13,400 km                                                               | 5950 km                                         | 11,300 km                                                               |
| Разбех при макс. излетно тегло | 2770 m                                                                  | 2580 m                                          | 2770 m                                                                  |
| Максимално гориво на борда     | 139,090 L                                                               | 97,530 L                                        | 97,530 L                                                                |
| Максимална крайсерска височина | 12,527 m                                                                | 12,527 m                                        | 12,527 m                                                                |
| Максимална височина на полета  | 13,000 m                                                                | 13,000 m                                        | 13,000 m                                                                |
| Двигатели (×2)                 | General Electric CF6-80E1 Pratt & Whitney PW4000 Rolls-Royce Trent 700  | Pratt & Whitney PW4000 Rolls-Royce Trent 700    | General Electric CF6-80E1 Pratt & Whitney PW4000 Rolls-Royce Trent 700  |
| Thrust (×2)                    | PW: 70,000 lbf (311 kN) RR: 71,100 lbf (316 kN) GE: 72,000 lbf (320 kN) | PW: 70,000 lbf (311 kN) RR: 71,100 lbf (316 kN) | PW: 70,000 lbf (311 kN) RR: 71,100 lbf (316 kN) GE: 72,000 lbf (320 kN) |